# Platypelta

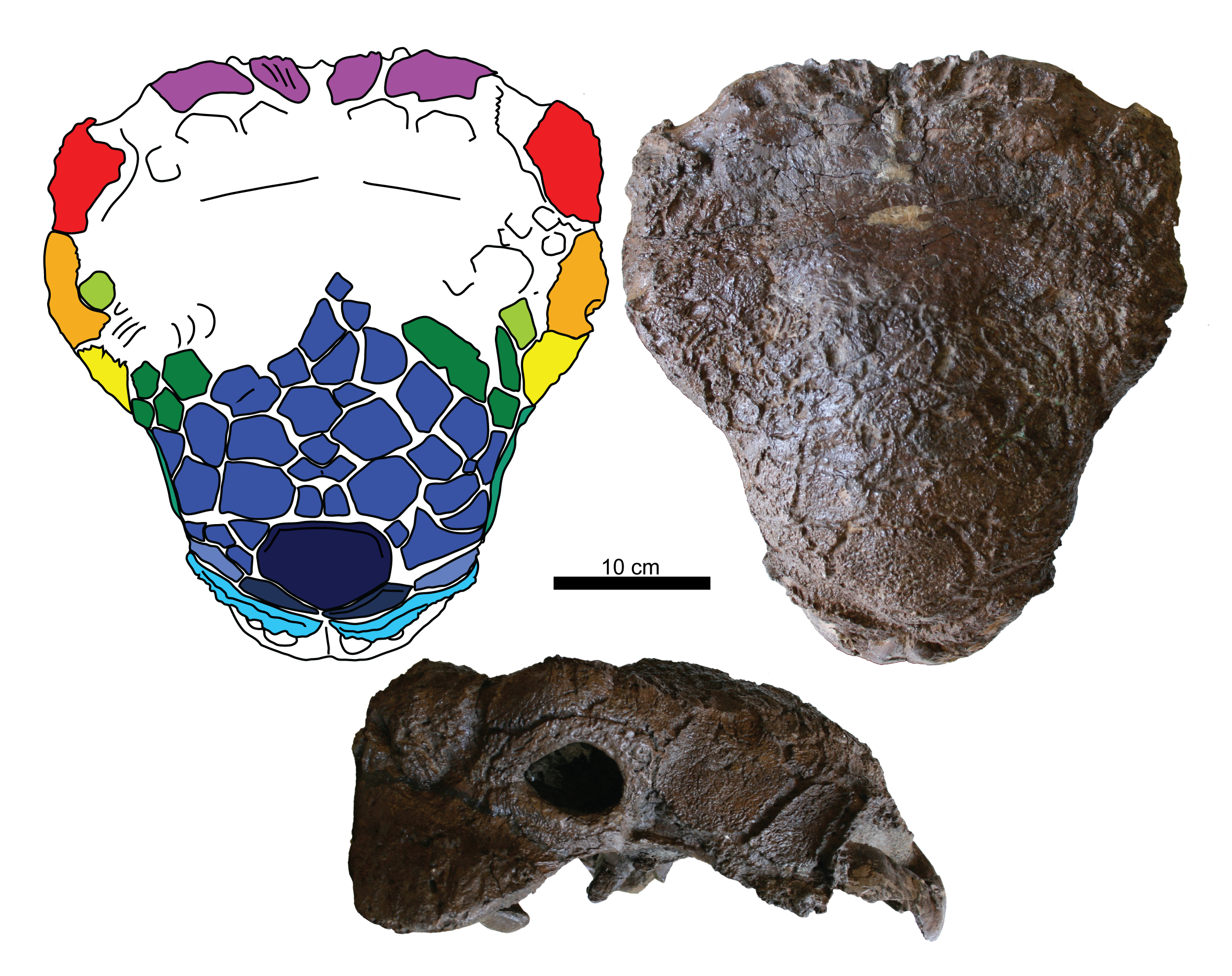
Schedel van AMNH 5337

Platypelta coombsi is een plantenetende ornithischische dinosauriër, behorend tot de Ankylosauria, die tijdens het late Krijt leefde in het gebied van het huidige Canada.

## Vondst en naamgeving
In 1914 groeven Barnum Brown en Peter Kaisen in opdracht van het American Museum of Natural History in Alberta nabij de Sand Creek bij de Red Deer River, acht mijl ten zuidoosten waar eens Steveville lag, een skelet op van een ankylosauriër, nabij of zelfs in de latere Sternberg 1950 Quarry waarin een exemplaar van Corythosaurus gevonden werd, specimen AMNH 5338. De ankylosauriër werd in 1970 door Walter Preston Coombs toegewezen aan Euoplocephalus tutus, samen met het meeste Noord-Amerikaanse ankylosaurische materiaal van die ouderdom. Toen in het begin van de eenentwintigste eeuw veel van dit materiaal weer gesplitst werd in aparte geslachten en soorten, bleef Victoria Megan Arbour in 2013 AMNH 5337 toch onder Euoplocephalus scharen.
In 2018 echter, ontdekte Paul Penkalski dat bij een kladistische analyse AMNH 5337 niet bij het holotype van Euoplocephalus in de stamboom uitviel. Dit bracht hem ertoe er een apart geslacht en soort voor te benoemen: Platypelta coombsi. De geslachtsnaam combineert een Oudgrieks platys, "breed", een verwijzing naar de grote platte gekielde pantserplaten, met peltè, "klein schild", een gebruikelijk achtervoegsel in de namen van ankylosauriërs. De soortaanduiding eert Coombs.
Het holotype, AMNH 5337, is gevonden in een laag van de onderste Dinosaur Park Formation die dateert uit het middelste Campanien. De groeve is tegenwoordig door erosie geheel vernietigd maar uit de notitieboeken valt op te maken dat deze op ongeveer 667 meter hoogte moet hebben gelegen, wat een vrij precieze datering toestaat van zo'n 76,8 miljoen jaar. Het bestaat uit een gedeeltelijk skelet met schedel. Bewaard zijn gebleven: vrijwel de hele schedel inclusief een natuurlijk afgietsel van de hersenpan, de onderkaken, losse tanden, wervels van de nek en elf van de rug, ribben, de schoudergordel, beide opperarmbeenderen, ellepijpen en spaakbeenderen, het bekken, beide halsbergen en zes losse osteodermen. Staart en achterpoten ontbreken dus. Het holotype, hoewel door Penkalski in 2001 het beste ankylosauride skelet van Noord-Amerika genoemd — dit was nog voor de ontdekking van Zuul — was nooit beschreven en dat gebeurde ook niet in het naamgevende artikel waarin zulk een beschrijving wel werd aangekondigd. Volgens de studie van Penkalski uit 2001 betreft het een uitgegroeid volwassen exemplaar van een aanzienlijke leeftijd, gezien de vastgegroeide ribben, vergroeide schoudergordel, ruwe gewrichtsvlakken en ruw pantser.
Daarnaast wees Penkalski verschillende specimina aan Platypelta toe: AMNH 5403: de voorkant van een geplet skelet met schedel inclusief huidafdrukken; CMN 8876: een schedel met één tand; ROM 788: een staartknots; en ROM 813: een skelet zonder schedel maar wel met de hele romp, voorpoten, achterpoten en huidafdrukken met grote aantallen osteodermen. Penkalski viel al in 2001 op dat AMNH 5403 en AMNH 5337 vrijwel identiek van bouw waren en een afwijkende morfologie hadden. Van ROM 813 hadden Penkalski al in 2001 en Arbour in 2010 vermoed dat het een apart taxon was. Het exemplaar is echter nog grotendeels ongeprepareerd in drie grote steenblokken om de huidafdrukken niet te beschadigen. Deze toewijzingen beroven Euoplocephalus van een belangrijk deel van het in 2013 nog toegewezen materiaal.

## Beschrijving

### Grootte en onderscheidende kenmerken

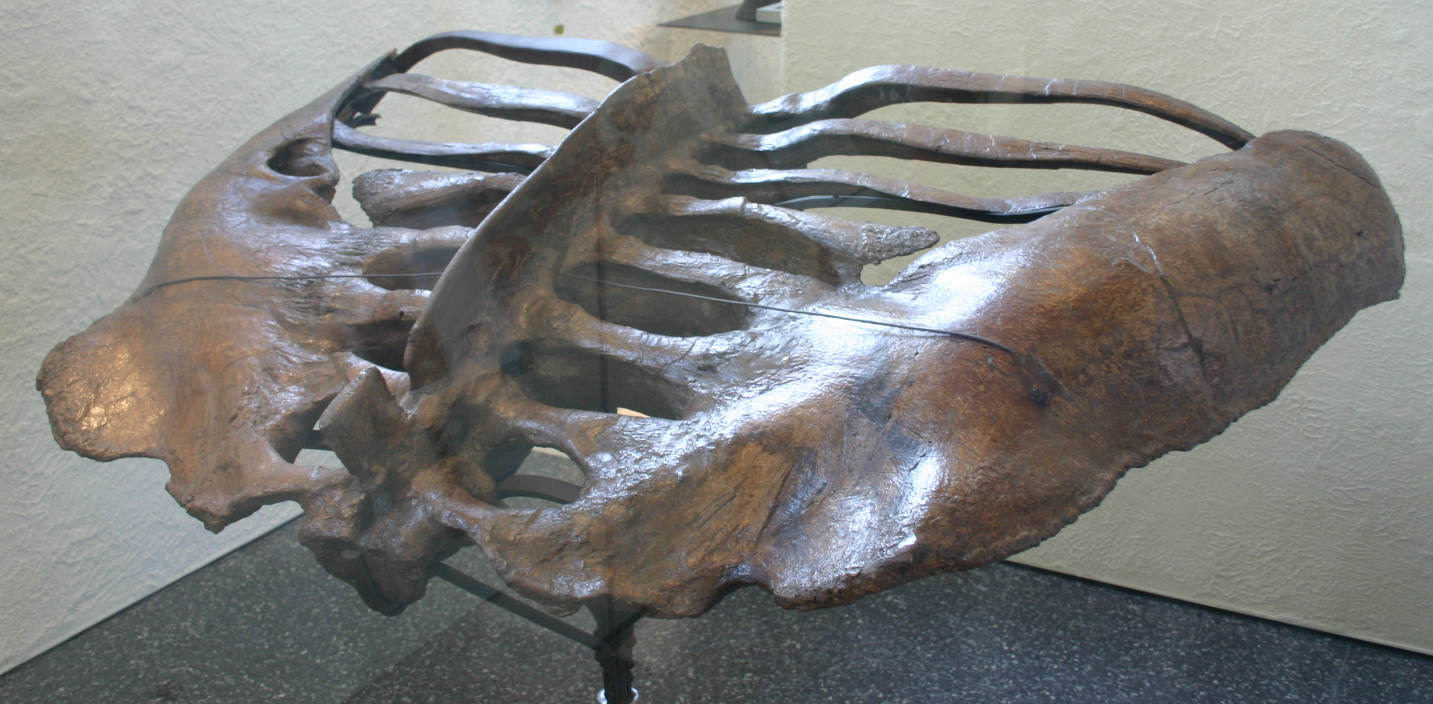
Het bekken van het holotype

Platypelta is een relatief grote vorm onder het Canadese materiaal, waarvan Penkalski de lengte schatte op ruim zes meter.
Penkalski gaf in 2018 een traditionele diagnose met typerende kenmerken welke geen echte unieke autapomorfieën zijn. Hun combinatie maakt het mogelijk Platypelta te onderscheiden van directe verwanten. Sommige osteodermen zijn plat en groot, langer dan vijfentwintig centimeter, en hebben een ruw oppervlak met een scherpe kiel die soms uitloopt in een puntige bekvorm. De snuit heeft een insnoering vóór de oogkassen. De bovensnavel is afgerond en smal. De ploegschaarbeenderen overlappen aan hun voorzijde de vergroeide praemaxilae. De achterhoofdsknobbel is groot. De squamosale hoorns zijn laag en ruw met een brede basis waarbij de met putjes bedekte punt naar achteren uitsteekt. De tandkronen zijn sterk geornamenteerd. De ellepijp is lang en lichtgebouwd. Het voorblad van het darmbeen is licht naar beneden gebogen. De voet is robuust met gewelfde voetklauwen. Bij de eerste halsberg zijn de middelste osteodermen langgerekt en gedeeltelijk gekield met een kegelvormig uitsteeksel. Bij de eerste halsberg hebben de zijdelingse osteodermen een gebogen maar niet golvende kiel waarvan de punt naar achteren uitsteekt.
Een duidelijke reeks verschillen is er met Dyoplosaurus acutosquameus. Slechts twee sacrale ribben liggen ter hoogte van de heupkom. Het aantal sacrale wervels bedraagt slechts acht doordat er een achterste sacrocaudale wervel niet ingevangen is, zodat het heiligbeen bestaat uit vier dorsosacrale wervels, drie echte sacrale wervels en een sacrocaudale wervel. Het voorblad van het darmbeen is minder gebogen. De sacrocaudale wervel is robuuster. De voetklauwen zijn gewelfd. Dit is speciaal relevant omdat de schedel van het holotype van Dyoplosaurus slecht bewaard is gebleven en dus de mogelijkheid getoetst moet worden dat AMNH 5337 in feite identiek aan dit taxon is.

### Skelet

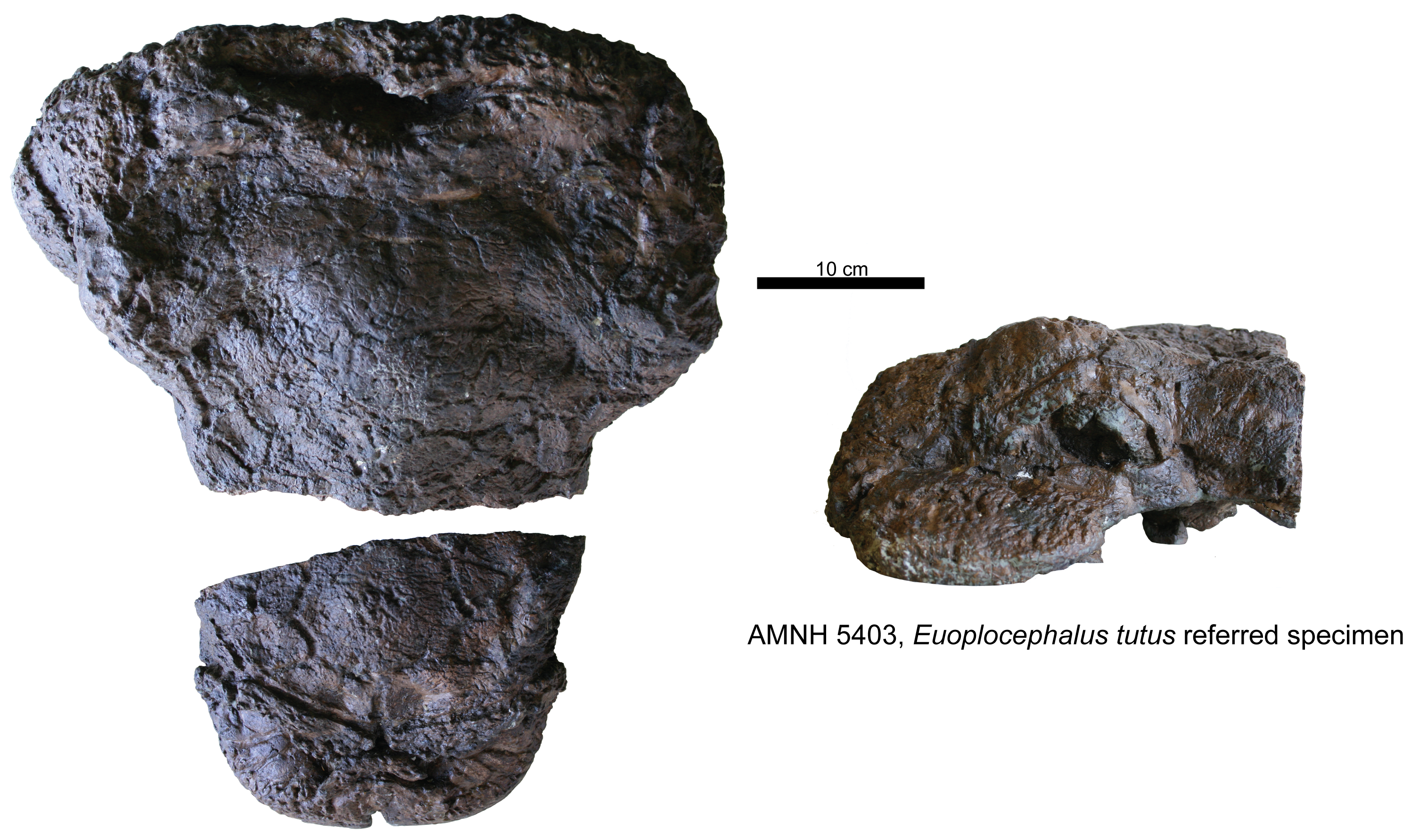
De schedel van AMNH 5403

Penkalski viel al in 2001 het afwijkende belvormige profiel in bovenaanzicht van de schedel op, met een zeer brede nekkam en vrij nauwe snuit. De schedel van het holotype heeft een lengte van 386 millimeter. De bovensnavel is overeenkomstig smal en de maxillaire tandrijen wijken naar voren toe weinig uiteen. De ploegschaarbeenderen lopen naar voren uit in een verbreding in de vorm van een pijlinktvis die de achterste onderzijde van de praemaxillae bedekt.
Boven op de kop ligt een verheven U-vormige structuur. De osteodermen van de nekkam zijn nauwelijks individueel zichtbaar. De squamosale hoorns hebben meer de vorm van bulten: ze zijn laag en vormeloos met onregelmatige uitholling en ornamentering. Wel is de binnenrand scherp. Hun bases zijn vrij breed in de zin dat ze naar buiten en beneden afhangen. Er is een lage kiel die bij het holotype uitloopt in een put; wellicht dat door de hoge leeftijd het bot hier weer geresorbeerd werd. Penkalski achtte het echter ook mogelijk dat het wees op een of andere speciale vorm van hoornschacht.
Op het achterhoofd bevindt zich tussen de achterhoofdsknobbel en de lager afhangende tubera basilaria een zadelvormige zone. Deze is bij Platypelta uitzonderlijk kort, een brede uitholling vormend in plaats van een lengtegroeve. De achterhoofdsknobbel staat maar weinig af. Naast de knobbel zijn de beennaden tussen de exoccipitalia en het basioccipitale nog zichtbaar in de vorm van een reeks putjes. AMNH 5337 bewaart een natuurlijk afgietsel van de hersenpan. Die toont drie uitgangen voor de nervus hypoglossus, de twaalfde hersenzenuw.
Het spleniale sluit het zijvenster van de onderkaak aan de binnenkant af. Opvallend is dat bij AMNH 5403 de tanden in proportie sterk lijken op die van AMNH 5337 maar dat ze er sterk van afwijken door het lagere aantal vertandingen: de denticula worden zo opmerkelijk groot, met een kegelvormig profiel.
Het synsacrum heeft een lengte van vijfentachtig centimeter. De derde sacrale rib raakt het achterblad van het darmbeen, op welk gegeven Penkalski de telling van de sacrale wervels baseert. AMNH 5403 bewaart mogelijk een korte staartknots maar Penkalski betwijfelde het verband met de rest van het skelet aangezien op de knots geen nummer is getekend en de knots ook niet apart in de inventaris staat aangegeven.
In het bekken is het heupgewricht groot. Bij het darmbeen is het voorblad lang maar het achterblad kort. Hoewel naar buiten en voren gericht, is het voorblad recht. De voet is robuust met gewelfde hoefvormige klauwen. Het eerste kootje van de derde en vierde ten is relatief lang.

### Osteodermen
De eerste halsberg heeft een relatief klein aantal osteodermen. Die zijn sterk verruwd met vele putjes. De zijdelingse uiteinden van de onderliggende beenring van de halsberg zijn sterk gevasculariseerd en poreus. Bij het holotype bevinden zich op de tweede halsberg geen osteodermen, kennelijk omdat ze er niet mee vergroeid waren en eraf vielen. Dat is in strijd met de hypothese dat de osteodermen tijdens de rijping alle versmolten.
ROM 813 bewaart uitzonderlijke aantallen grote platte ovale osteodermen op de achterste romp. Bij AMNH 5337 zijn dit soort pantserplaten extreem groot, tot tegen de dertig centimeter lang.

## Fylogenie
Platypelta werd binnen de Ankylosauridae in de Ankylosaurinae geplaatst. De kladistische analyse vond een nieuwe aftakking van vormen richting Euoplocephalus. Deze klade werd voor de gelegenheid de Euoplocephalini gedoopt. Platypelta staat in de stamboom daarvan boven Scolosaurus thronus en onder Dyoplosaurus.